# Opsterland
Opsterland (vestfrisisk: Opsterlân) er en kommune i provinsen Frisland i Nederlandene. Kommunens samlede areal udgør 227,68 km2 (hvoraf 2,61 km2 er vand) og indbyggertallet er på 29.461 indbyggere (2005).